# Achada do Castanheiro
Achada do Castanheiro é um sítio povoado da freguesia da Boaventura, Município de São Vicente, Ilha da Madeira.